# Монастырь Матнаванк
Монастырь Матнаванк (арм. Մատնավանք) или монастырь Макараванк (арм. Մակարավանք) — один из трёх монастырей (наряду с Ахберком и монастырём Святых Апостолов) Армянской апостольской церкви в 11 км от города Муша, в ущелье реги Меграгет, окружённом с трёх сторон горами Армянского Тавра, чуть выше густых лесов и гор Сасуна.
Сохранилось очень мало исторических сведений о комплексе. Единственным источником, свидетельствующим о его исторической жизни и строительной деятельности, являются надписи, сохранившиеся на стенах строений.

## Месторасположение
Монастырский комплекс Макараванк находится у подножия горы Пайтатап на высокогорном плато среди густых лесов. Вместе с историческим замком Махканаберд представляет собой один из самых значительных памятников зодчества средневековой Армении, как по богатству отделки, входящих в его состав памятников, высокому мастерству резьбы по камню, так и по исключительной гармоничности архитектурной группы, умело вписанный в горный дивный ландшафт. 

## Архитектурный ансамбль
В комплекс Макараванк состоит из Старой церкви, построенной в X-XII веках и Главной церкви, построенной в 1204 году. В 1224 году был построен двухэтажный притвор или Жаматун, который соединял обе церкви. Рядом со Старой церковью сохранился очаг – Ншхаратун, то есть здание для выпечки просфор (церковного хлеба применяемого во время обрядов). Это одно из немногих монастырских помещений такого рода, дошедшее до нас. Церковь Сурб Аствацацин (Святой Богородицы), была построена в 1198 году. Она расположена отдельно от главной церкви.